# Мужская сборная Сербии по баскетболу
Сборная Сербии по баскетболу представляет Сербию на международных баскетбольных соревнованиях и управляется Баскетбольным союзом Сербии со штаб-квартирой в Белграде. На международной сцене Сербия дебютировала в составе сборной Королевства Югославии, ставшей членом ФИБА в 1936 году. ФИБА приписала результаты СФР Югославии, СР Югославии и Сербии и Черногории Сербии.
С 1995 года, когда ей было дано право участвовать в международных соревнованиях, Сербия (как часть союза или независимо) показывала хорошие результаты. В том же году она стала чемпионом Европы, победив в финале Литву. Через год Сербия завоевала серебряную медаль Олимпийских игр в Атланте после поражения от хозяев. В 1997 году она повторила успех 1995 года, в этот раз одержав победу над Италией. На своём первом чемпионате мире, прошедшем в 1998 году в Греции, сборная подтвердила свой статус, завоевав «золото». После завоевания «бронзы» в 1999 году во Франции она неожиданно проиграла в четвертьфинале Олимпийских игр в Сиднее в следующем году. После смены поколений сборная вернулась на прежний победный путь, завоевав друг за другом европейское и мировое «золото» в 2001 и 2002 годах, соответственно. Тот период запомнился победой в четвертьфинале чемпионата мира в Индианаполисе над сборной США. После того чемпионата сборная шесть лет подряд не могла завоевать ни одной медали. В 2009 году было завоевано «серебро» чемпионата Европы — первая медаль под нынешним именем. Через год Сербия заняла четвёртое место на чемпионате мира в Турции. После трёх лет без значимых успехов в 2014 году сборная Сербии завоевала серебряную медаль чемпионата мира в Испании.
Сборная Сербии по баскетболу в настоящее время занимает шестое место в мировом рейтинге ФИБА. С середины 2002 до конца 2006 года занимала первое место. Шесть раз называлась Олимпийским комитетом страны лучшей мужской сборной года в период с 1995 по 1998, в 2002 и 2014 годах.

## Состав
| Перейти к шаблону «Состав сборной Сербии по баскетболу» | Состав сборной Сербии по баскетболу |  |

| Поз. | №  | Имя                   | Дата рождения (возраст)  | Рост   | Клуб            |
| ---- | -- | --------------------- | ------------------------ | ------ | --------------- |
| Ц    | 0  | Урош Плавшич          | 22 декабря 1998 (25 лет) | 216 см | Црвена звезда   |
| Ф/Ц  | 3  | Филип Петрушев        | 15 апреля 2000 (24 года) | 211 см | Олимпиакос      |
| ТФ   | 5  | Никола Йович          | 9 июня 2003 (21 год)     | 208 см | Майами Хит      |
| АЗ   | 7  | Богдан Богданович (К) | 18 августа 1992 (31 год) | 196 см | Атланта Хокс    |
| АЗ   | 9  | Ваня Маринкович       | 9 января 1997 (27 лет)   | 198 см | Партизан        |
| ЛФ   | 13 | Огнен Добрич          | 27 октября 1994 (29 лет) | 200 см | Црвена звезда   |
| Ц    | 15 | Никола Йокич          | 19 февраля 1995 (29 лет) | 211 см | Денвер Наггетс  |
| РЗ   | 22 | Василие Мицич         | 13 января 1994 (30 лет)  | 195 см | Шарлотт Хорнетс |
| З/Ф  | 23 | Марко Гудурич         | 8 марта 1995 (29 лет)    | 196 см | Фенербахче      |
| Ф    | 27 | Деян Давидовац        | 17 января 1995 (29 лет)  | 203 см | Црвена звезда   |
| РЗ   | 30 | Алекса Аврамович      | 25 октября 1994 (29 лет) | 192 см | Партизан        |
| Ц    | 33 | Никола Милутинов      | 30 декабря 1994 (29 лет) | 213 см | Олимпиакос      |

## Достижения сборной Югославии
- 5-кратный чемпион мира: 1970, 1978, 1990, 1998, 2002
- 4-кратный серебряный призёр чемпионатов мира: 1963, 1967, 1974, 2014
- 2-кратный бронзовый призёр чемпионатов мира: 1982, 1986
- 8-кратный чемпион Европы: 1973, 1975, 1977, 1989, 1991, 1995, 1997, 2001
- 5-кратный серебряный призёр чемпионатов Европы: 1961, 1965, 1969, 1971, 1981
- 4-кратный бронзовый призёр чемпионатов Европы: 1963, 1979, 1987, 1999
- Олимпийский чемпион: 1980
- серебряный призёр Олимпийских игр: 1968, 1976, 1988, 1996
- бронзовый призёр Олимпийских игр: 1984

## Результаты выступлений сборной Сербии с 2007 года

### Олимпийские игры
|                     | Место                |
| ------------------- | -------------------- |
| Пекин 2008          | не квалифицировались |
| Лондон 2012         | не квалифицировались |
| Рио-де-Жанейро 2016 | 2                    |
| Париж 2024          |                      |

### Чемпионаты мира
|                                     | Место |
| ----------------------------------- | ----- |
| Турция 2010                         | 4     |
| Испания 2014                        | 2     |
| Китай 2019                          | 5     |
| Индонезия, Япония, Филиппины - 2023 | 2     |

### Чемпионаты Европы
|               | Место |
| ------------- | ----- |
| Испания 2007  | 14    |
| Польша 2009   | 2     |
| Литва 2011    | 8     |
| Словения 2013 | 7     |
| Франция 2015  | 4     |
| Турция 2017   | 2     |
| Германия 2022 | 9     |